# Bund der Freien Waldorfschulen
Der Bund der Freien Waldorfschulen e. V. (BdFWS) ist der Zusammenschluss der Waldorfschulen in Deutschland mit Sitz in Stuttgart. Korporative Mitglieder sind derzeit 254 Waldorf- und Rudolf-Steiner-Schulen sowie 12 Vollzeit-Seminare und Hochschulen für Waldorfpädagogik. Daneben gibt es rund 600 persönliche Mitglieder.
Der Bund vertritt die Interessen der Waldorfschulen und übernimmt gemeinsame Aufgaben, greift als föderative Vereinigung jedoch nicht in die Autonomie der einzelnen Schulen ein. Unter anderem übernimmt er die Beratung von Gründungsinitiativen für Waldorfschulen, die zunächst immer von Privatpersonen (Eltern oder Erziehern) ausgehen. Als Markenrechtsinhaber des Waldorfschul-Namens kann der Bund einzelnen Schulen den Namensgebrauch untersagen. Weitere Tätigkeitsschwerpunkte liegen in der Öffentlichkeitsarbeit und in politischen Aktivitäten im Sinne der Waldorfschulen.
Zur Erfüllung seiner Aufgaben beschäftigte der BdFWS 2017 in Hamburg und Stuttgart 30 Mitarbeiter, die einen Etat von knapp 4 Millionen Euro verwalteten. Dieser Etat wurde zu großen Teilen aus den Beiträgen der Mitgliedsschulen finanziert (3,090 Millionen Euro). Zusätzliche 9,5 Millionen Euro (ebenfalls durch die Mitgliedsschulen aufgebracht) wurden für die Lehrerbildung verwendet.
Seit 1984 betreibt der Bund eine Pädagogische Forschungsstelle, unter anderem zur Herausgabe von Fachpublikationen. Daneben veröffentlicht er die Zeitschrift Erziehungskunst, die als Organ für ihn und andere nahestehende Vereine fungiert. Im Jahr 2001 begründete er die Waldorfstiftung zur finanziellen Unterstützung von Waldorfschulen.
Einen dem Bund der Freien Waldorfschulen entsprechenden Zusammenschluss gibt es auf europäischer Ebene im European Council for Steiner Waldorf Education (ECSWE). Daneben existiert die so genannte Internationale Assoziation für Waldorfpädagogik in Mittel-, Osteuropa und weiter östlich liegenden Ländern (IAO) zur Koordination in diesen Regionen.

## Vereinbarung zur Zusammenarbeit
Im Jahr 2005 verabschiedeten die im Bund der Freien Waldorfschulen zusammengeschlossenen Schulen eine Vereinbarung zur Zusammenarbeit, in der sie sich unter anderem zur Qualitätsentwicklung verpflichten:
- 1. Die im Bund zusammengeschlossenen Schulen wollen Bewusstsein für Qualitätsfragen der pädagogischen Arbeit entwickeln. Sie erkennen deshalb an, dass es einer differenzierten Darstellung ihrer besonderen pädagogischen Prägung sowie ihrer Sozialgestalt in der Öffentlichkeit bedarf.
- 2. Jede Schule formuliert ihr Schulprofil und dokumentiert ihre Ziele und Verfahren in folgenden Arbeitsfeldern:
  - Pädagogische Arbeit (Ziele und Wege)
  - Organisations- u. Selbstverwaltungsstruktur
  - Personal- u. Organisationsentwicklung
  - Evaluation
  - Konfliktbearbeitung

Diese Vereinbarungen sind Bestandteil des gemeinsamen Leitbildes der Waldorfschulen in Deutschland.